# Tohmajärvi
Tohmajärvi este o comună din Finlanda.